# Alt-Ottakringer Pfarrkirche

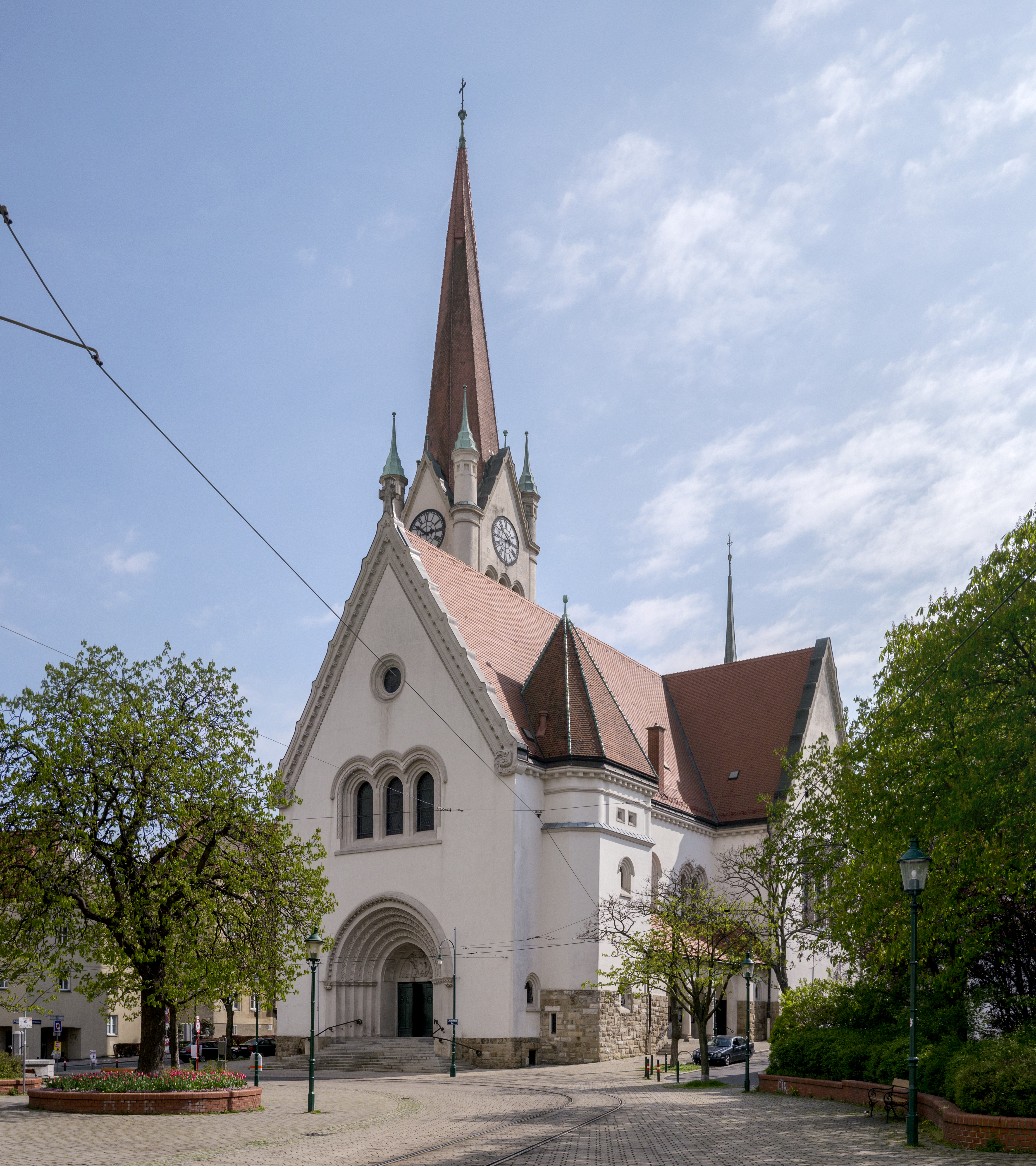
Alt-Ottakringer Pfarrkirche

Die Alt-Ottakringer Pfarrkirche zur Erhöhung des heiligen Kreuzes ist eine römisch-katholische Kirche im 16. Wiener Gemeindebezirk Ottakring in der Johannes-Krawarik-Gasse 1. Die ursprüngliche Kirche war die zweitälteste Kirche Ottakrings, der Neubau stammt aus dem Jahr 1912.

## Geschichte

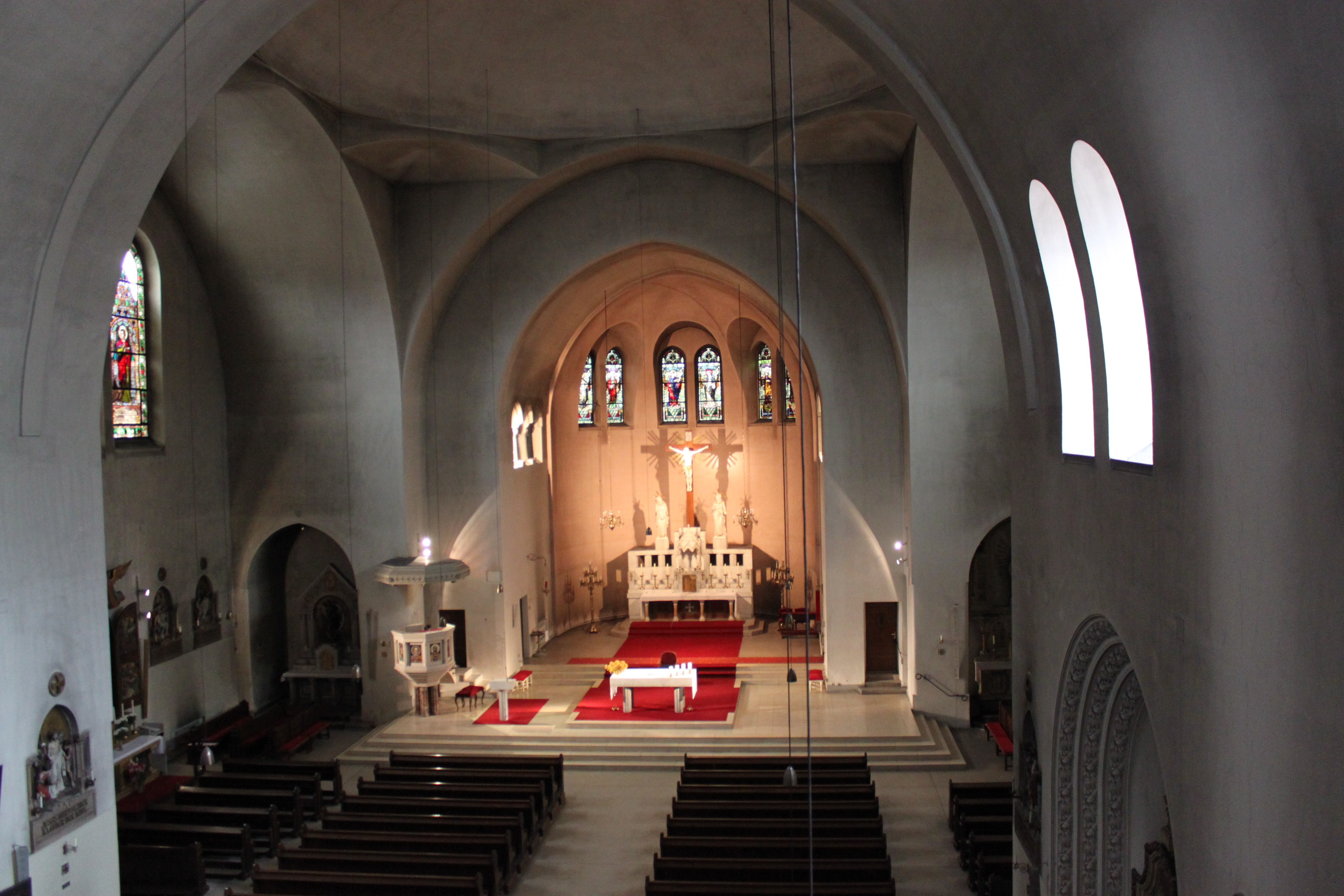
Innenraum der Pfarrkirche Alt-Ottakring

Die erste Urkundliche Erwähnung des Ortsnamens Otachringen geht auf das Jahr 1147 zurück. Zu diesem Zeitpunkt existierten auf dem betreffenden Gebiet bereits zwei Siedlungskerne: Einer befand sich auf dem Höhenrücken zwischen Ameisbach und Ottakringer Bach, was etwa dem Gebiet des heutigen Ottakringer Friedhofes entspricht, ein jüngerer Ortskern lag östlich davon entlang des Ottakringer Baches.
Die im älteren Ortskern Ottakrings gelegene Kirche wurde bereits im Jahr 1230 zum ersten Mal urkundlich erwähnt. Sie befand sich am Ende der heutigen Thaliastraße an ihrer Gabelung in Gallizinstraße und Johann Staud-Straße und war dem heiligen Lambert (Lainprecht) geweiht. Im jüngeren Ortskern wurde die am Ufer des Ottakringer Bachs gelegene Wolfgangskapelle erbaut und im Jahr 1416 geweiht.
1484 wurde die Lambertkirche durch die Ungarn unter Matthias Corvinus teilweise zerstört. 1529 wurde sie im Zuge der Ersten Türkenbelagerung erneut beschädigt, anschließend aber durch Bischof Johann Fabri erneut aufgebaut. Durch die Zweite Türkenbelagerung 1683 wurde die Lambertkirche abermals schwer beschädigt, während die Wolfgangskapelle diese Zeit relativ unbeschadet überstand. Die wenigen Überlebenden der von Kriegshandlungen, Missernten und zwei Pestepidemien (1679 und 1713) gezeichneten Ottakringer Bevölkerung bauten weder ihr zerstörtes altes Dorf, noch die Lambertkirche wieder auf und ließen sich stattdessen im neuen Ortsteil nieder.
Im Jahr 1714 wurde die Lambertkirche durch die Gemeinde wiederhergestellt, jedoch später dem Verfall preisgegeben und 1790 endgültig abgetragen.
In den Jahren 1788 und 1789 wurde auf Initiative des Ottakringer Pfarrers Karl Wöß die Wolfgangskapelle durch Baumeister Lorenz Lechner umgebaut und gleichzeitig vergrößert. Der schlichte josephinische Bau wurde am 17. Juli 1790 durch den Wiener Erzbischof Kardinal Christoph Anton von Migazzi zu Ehren des heiligen Kreuzes sowie der Heiligen Lambrecht und Wolfgang neuerlich geweiht und zur Pfarrkirche erhoben.
In der zweiten Hälfte des 19. Jahrhunderts verzeichnete die Ottakringer Bevölkerung ein rasches Wachstum, sodass Anfang des 20. Jahrhunderts aufgrund des großen Andrangs an Gottesdienstbesuchern, den die alte Kirche nicht mehr aufnehmen konnte, der Neubau einer größeren Kirche notwendig wurde. Dazu erteilte am 24. Juni 1909 der Gemeinderat sein Einverständnis.
Mit den Bauarbeiten wurde zuerst an der Chorseite begonnen, die Grundsteinlegung hierfür erfolgte am 18. Juli 1909. Mit der Arbeit am Turm beeilte man sich besonders und konnte ihn bereits 1910 zum 80. Geburtstag von Kaiser Franz Joseph fertigstellen. An dieses Ereignis erinnert auch eine am Turm angebrachte Gedenktafel. Am 15. Oktober wurde die Apsis im Beisein des Kaisers geweiht, erst danach widmete man sich den Arbeiten an den zwischen Turm und dem künftigen Hauptportal gelegenen Teilen des Kirchenschiffs. Dabei wurde die alte Kirche vollständig überbaut und erst nach dem Ende der Bauarbeiten abgetragen.
1912 war der Neubau komplett abgeschlossen, am 7. September erfolgte die Weihe des neuen Kirchenhauses.
1937 bis 1939 wurde aufgrund zahlreicher Baumängel die erste große Generalsanierung der Kirche durchgeführt. In den Jahren 1993 bis 1995 erfolgte abermals eine Generalrenovierung der Pfarrkirche. Dabei wurden sowohl Fassade, Dach und Kirchturm als auch Innenräume saniert.

## Architektur und Ausstattung
Die Alt-Ottakringer Pfarrkirche wurde nach den Plänen von Rudolf Wiszkoczil unter der Bauleitung von Guido Gröger errichtet.
Das kurze Lang- und Querhaus liegt unter einem steilen Satteldach, die drei Giebelfronten haben ähnliche Proportionen und Gliederungen und einen schlichten secessionistischen Dekor. Das zur Thaliastraße ansteigende Terrain wird durch einen rund um die Kirche laufenden Haustein-Sockel ausgeglichen.
Der Haupteingang befindet sich an der Nordseite des Gebäudes, der Chorraum an der Südseite. Die Alt-Ottakringer Pfarrkirche weist somit dieselbe Ausrichtung wie die alte Wolfgangskirche auf. Das Hauptportal zeigt sich als reich dekoriertes Trichterportal im neoromanischen Stil. Im Tympanon ist Christus in der Mandorla mit flankierenden Engeln in einer Darstellung von Rudolf Ruß zu sehen. Darüber befinden sich drei durch einen profilierten Rahmen zusammengefasste Rundbogenfenster sowie unter der Giebelspitze ein Rundfenster. Seitlich zurückversetzt sind zwei kleine Treppentürme platziert. An der links des Hauptportals gelegenen Ecke wurde ein Kriegerdenkmal in Form eines Reliefs errichtet, das Christus mit einem Verwundeten zeigt.
An der Ostseite der Kirche befindet sich im Winkel von Lang- und Querhaus der 74 m hohe Turm, in dem die ursprünglich sechs Glocken der Kirche untergebracht waren, jedoch im Verlauf des Zweiten Weltkriegs zu Rüstungszwecken abgegeben werden mussten. Die gegenwärtigen fünf Glocken wurden am 4. April 1954 durch Kardinal Theodor Innitzer geweiht. Die Fassade auf Höhe des Glockengeschoßes ist durch dreiteilige Rundbogen-Arkaden gestaltet, darüber liegen die Uhrengiebel zwischen Türmchenaufsätzen unterhalb des spitzen Turmhelms.
Der Chor wird von der Tauf- und Traukapelle zur Linken und der Sakristei zur Rechten flankiert, die beide von außen zugänglich sind. An der Westseite des Langhauses zwischen Querhaus und Treppenturm befindet sich ein dreibogiger kreuzgratgewölbter Arkadengang mit neoromanischen Säulen. Hier befindet sich auch der Seiteneingang der Kirche.
Ein weiterer Turm ruht auf dem Dach über der Apsis, er ist aus Kupferblech gefertigt und trägt auf seiner Spitze einen Wetterhahn.
Der Eingangsbereich der Kirche liegt unterhalb der Orgelempore und wird durch drei große Glastüren unterteilt. Die Empore selbst ruht auf zwei mächtigen Säulen. Der Innenraum der Kirche zeigt sich in Form eines einzigen Gewölbes, im Schnittpunkt von Lang- und Querhaus befindet sich eine Kuppel mit großem Durchmesser, aber vergleichsweise geringer Höhe. Die beiden Enden des Querhauses weisen jeweils drei farbenprächtige Rundbogenfenster auf, wo sich links Darstellungen des heiligen Antonius von Padua, der heiligen Maria und des heiligen Johannes finden, rechts sind der heilige Johann Nepomuk, Christus und der heilige Leopold zu sehen.
Der Hochaltar wird ausschließlich durch eine große Kreuzigungsgruppe geziert und beherbergt den Tabernakel. Der gesamte Chorbereich ist durch mehrere Stufen erhöht, hier befinden sich in der Mitte der Volksaltar und links davon Ambo und Kanzel. Unterhalb dieser Stufen befinden sich links der Josefs-Altar und rechts der Herz-Jesu-Altar, im linken Teil des Querschiffs auch der Marienaltar, der durch eine große, auf einem Halbmond stehende Marienstatue charakterisiert ist. Auf den Türen dieses Flügelaltares sind Szenen aus dem Leben der heiligen Maria als Reliefs dargestellt: Links unten die Geburt Jesu und darüber deren Verkündigung durch den Engel, rechts die Weissagung des Simeon, dass Maria ein Schwert durch die Seele dringen werde, was darunter durch den Tod Jesu dargestellt wird. Die entsprechenden Bibelverse sind in lateinischer Sprache unter den Bildern angebracht. Genau gegenüber dem Marienaltar sind das Taufbecken und eine Statue des Wiener Stadtpatrons, des heiligen Clemens Maria Hofbauer platziert. Hier ist außerdem eine aus dem Jahr 1753 und daher vermutlich aus der Vorgängerkirche stammende Glocke auf einem Holzgerüst ausgestellt; sie war zuvor im kleinen Turm über der Apsis aufgehängt.
Im Turm befindet sich auch die Wochentagskapelle, die durch eine Glas- und Holzkonstruktion vom übrigen Kirchenraum abgetrennt ist. Ihr gegenüber hängt ein Bild der heiligen Theresia von Lisieux, das Teil eines 1926 geweihten, aber inzwischen nicht mehr vorhandenen Altares war.
Die Krypta der Kirche erstreckt sich lediglich bis zum Querhaus. Sie ist über die Seiteneingänge links und rechts des Langhauses erreichbar und wird aufgrund großer Feuchtigkeitsprobleme nicht genutzt.

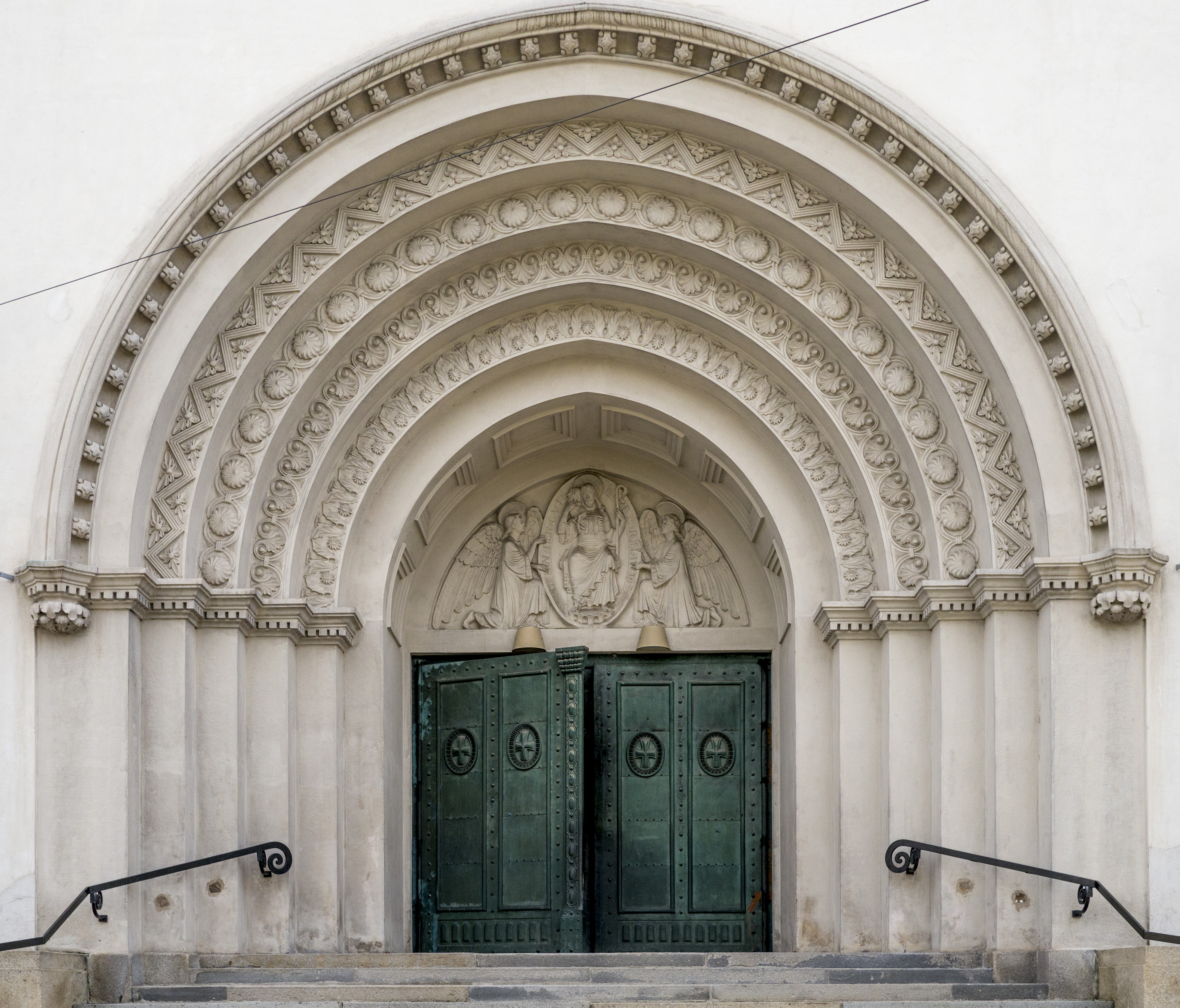
Portal der Pfarrkirche Alt-Ottakring
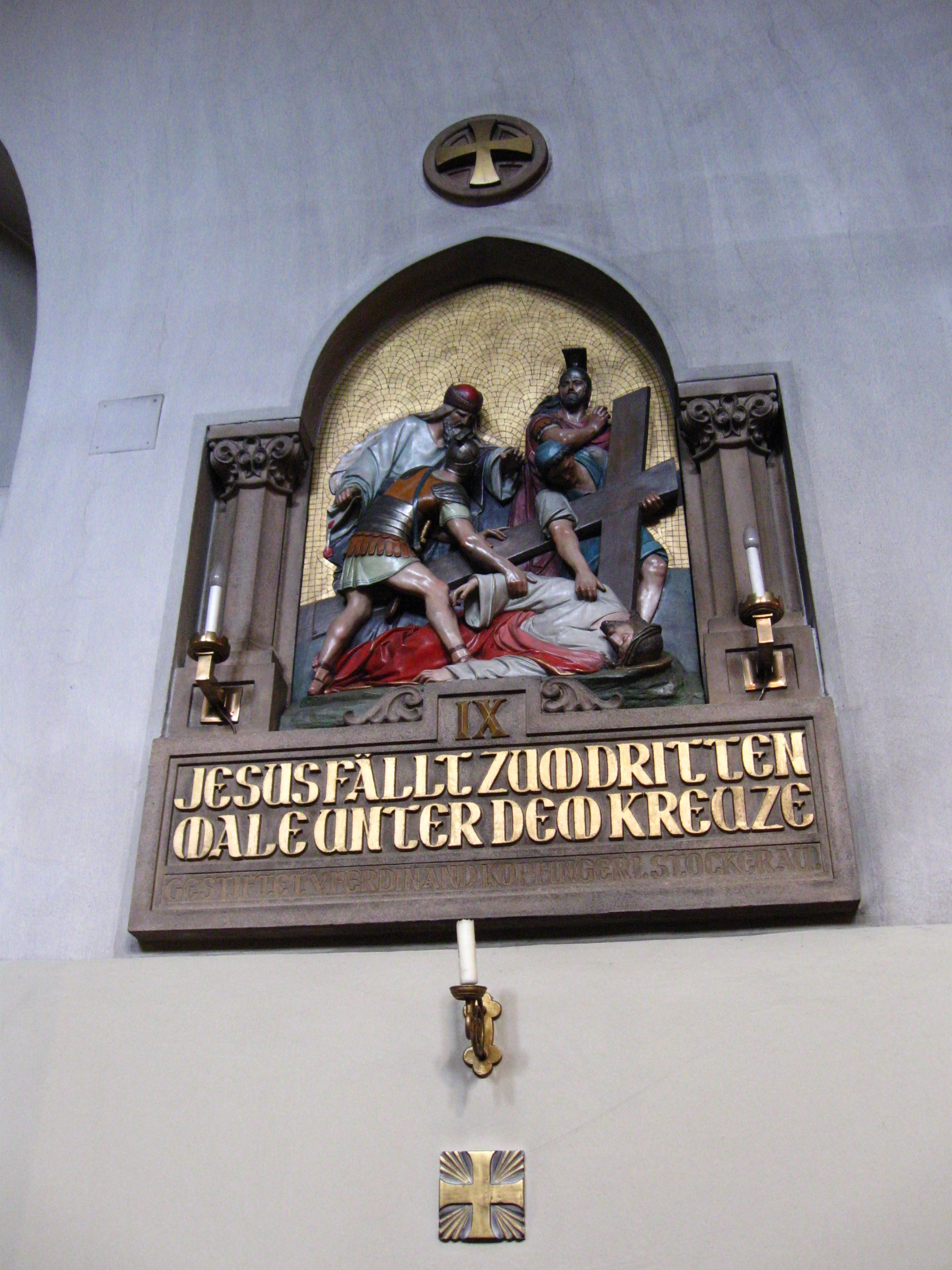
Kreuzwegstation
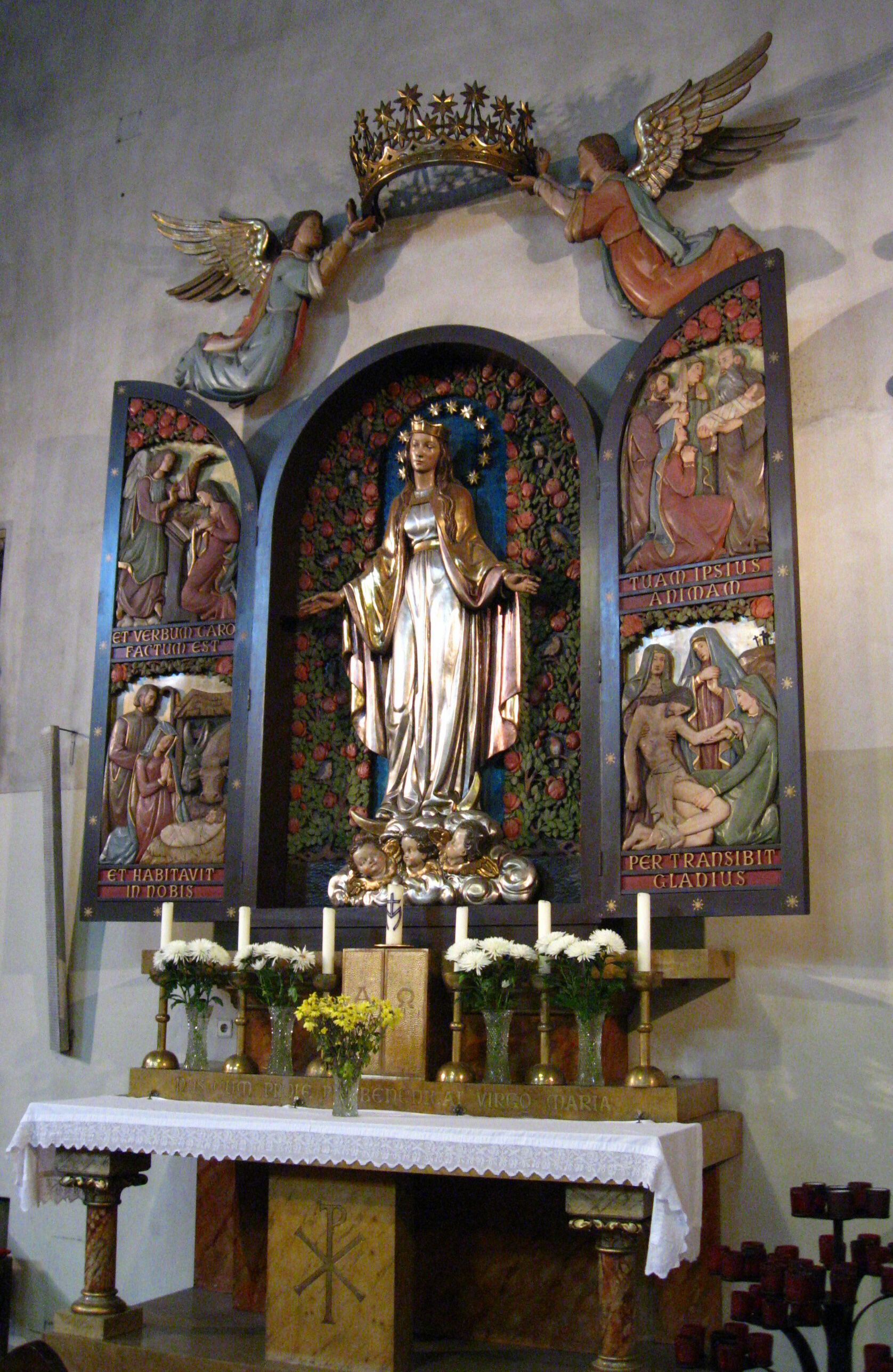
Marienaltar
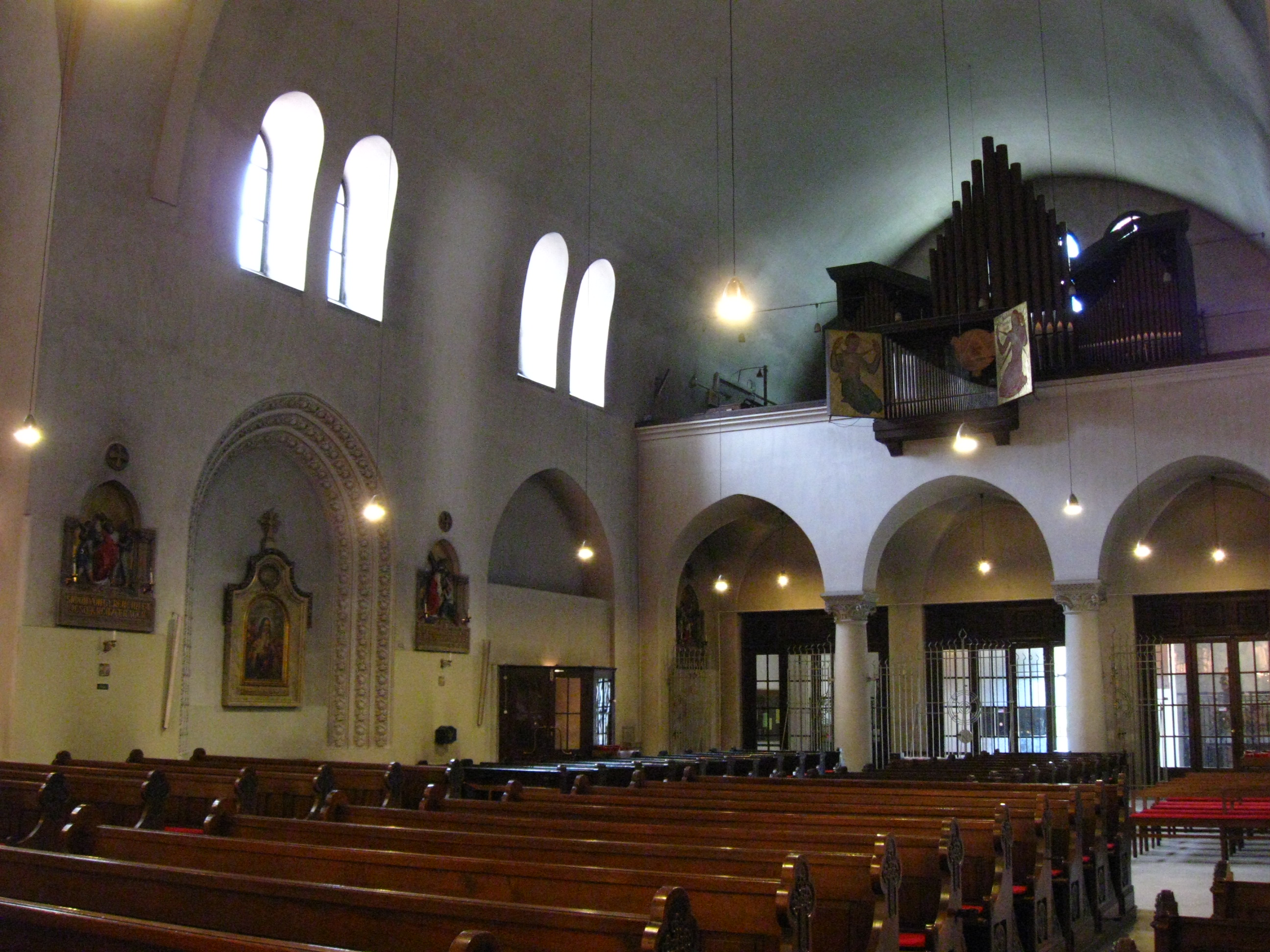
Blick durch die Alt-Ottakringer Kirche Richtung Portal
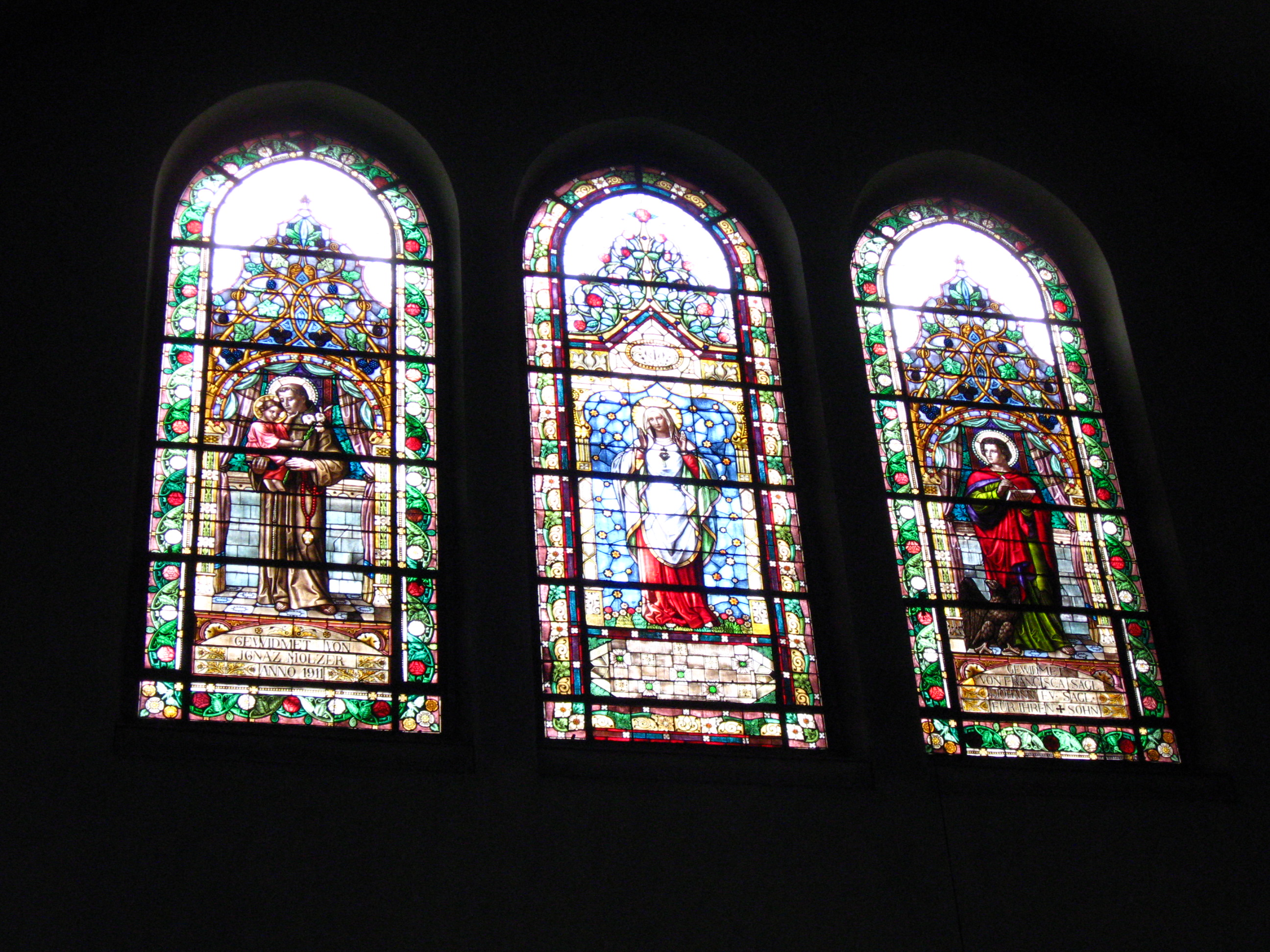
Fenster im linken Teil des Querschiffs
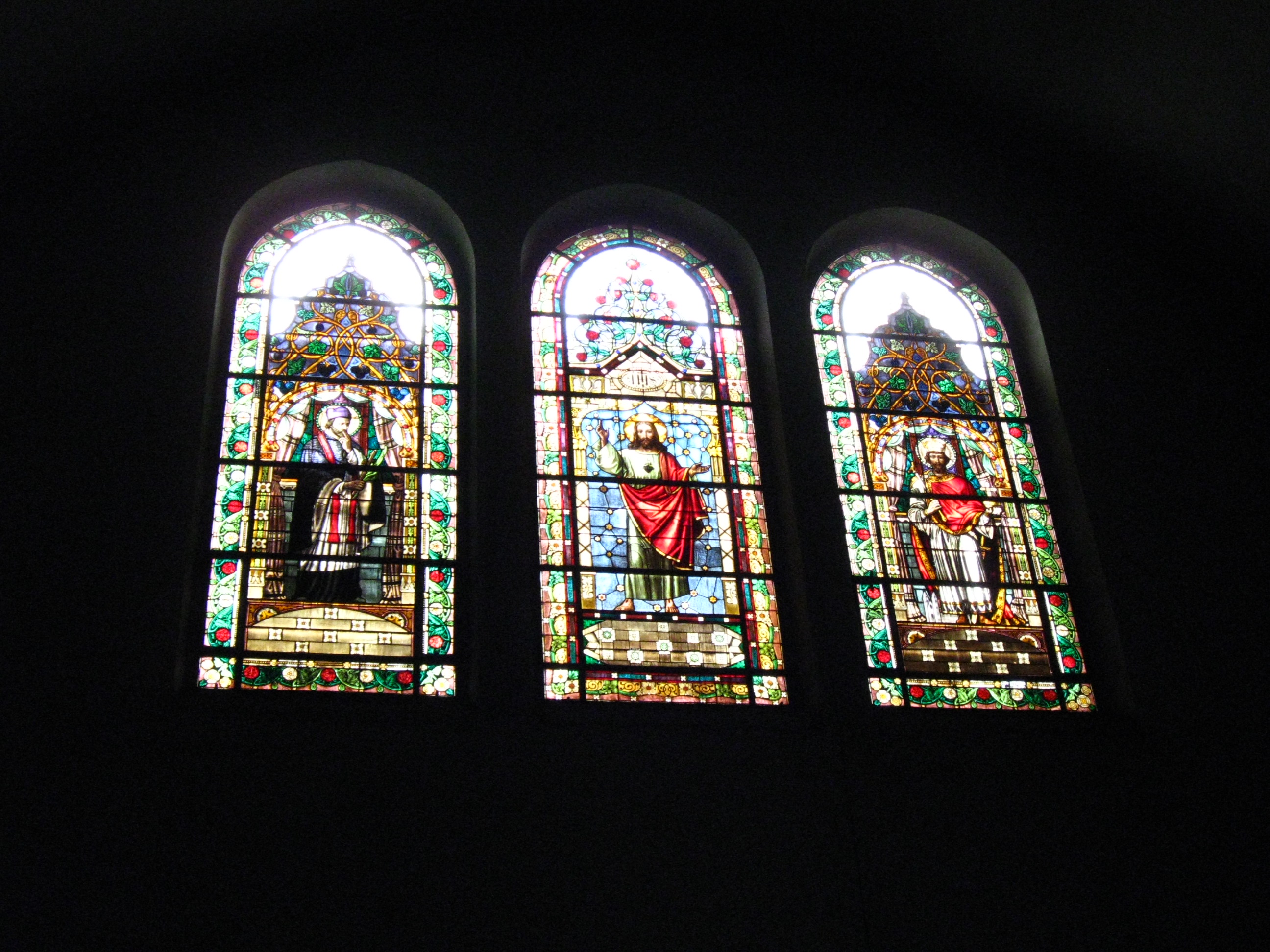
Fenster im rechten Teil des Querschiffs
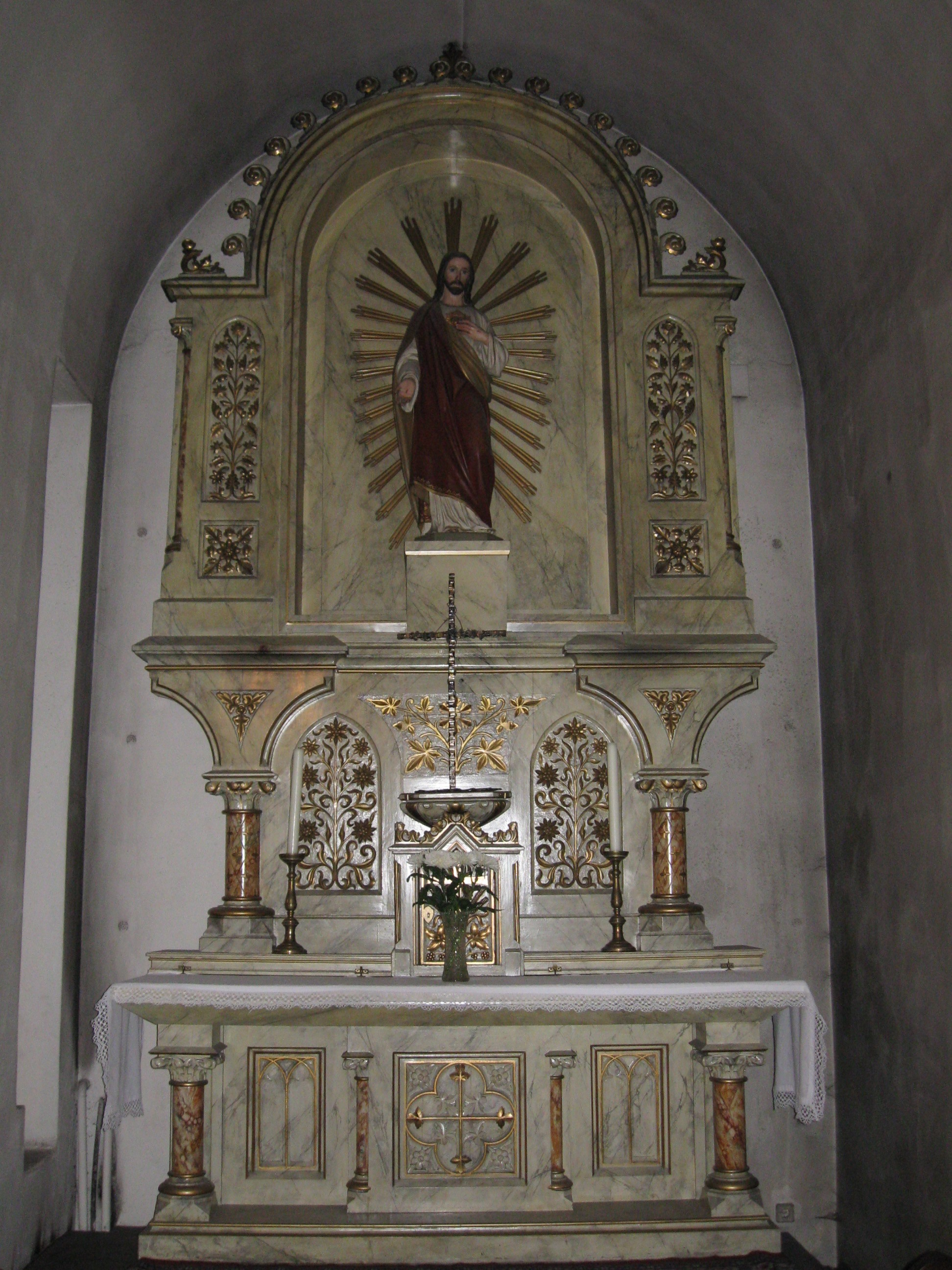
Herz Jesu-Altar
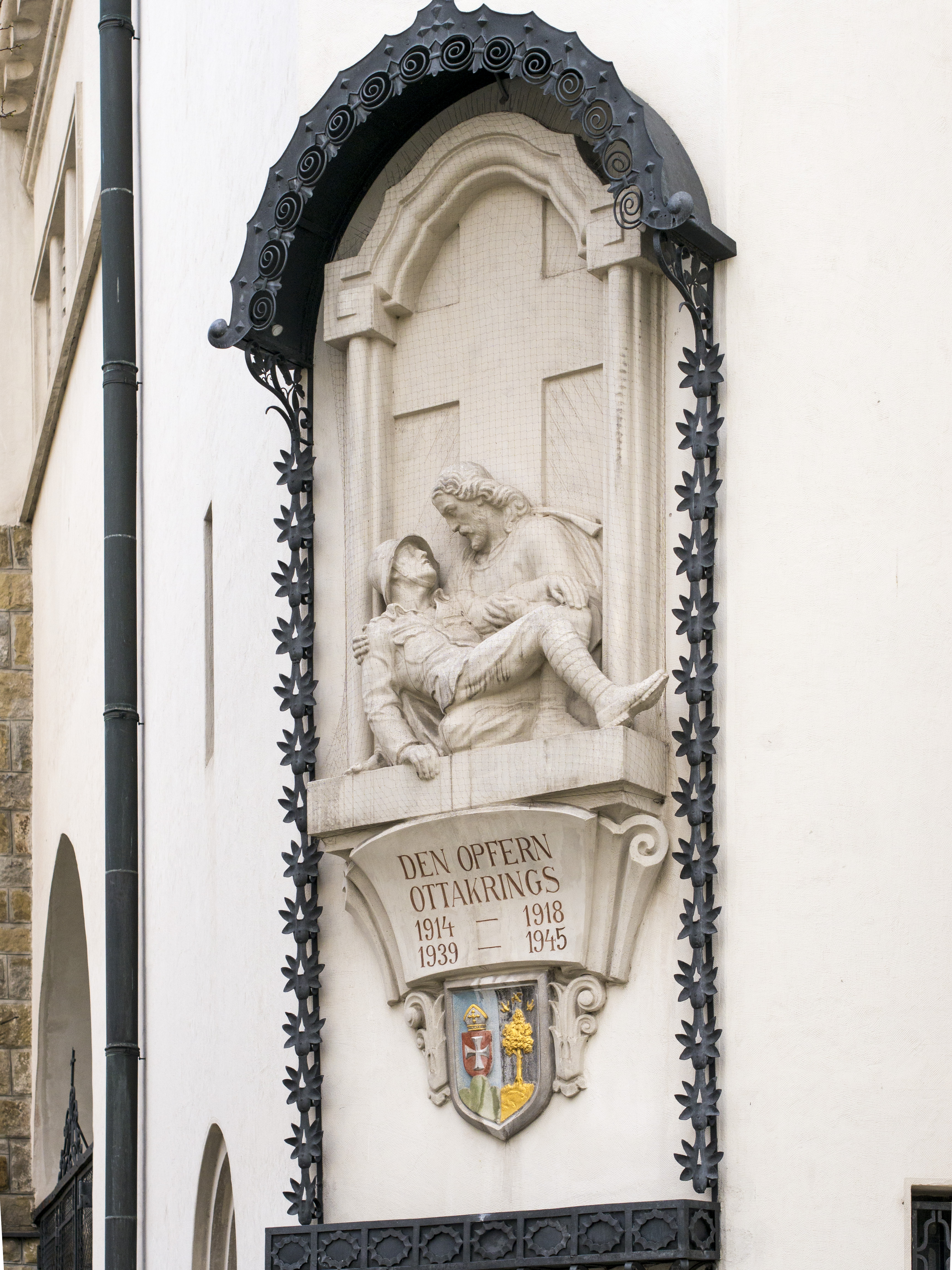
Denkmal für die Opfer der Weltkriege
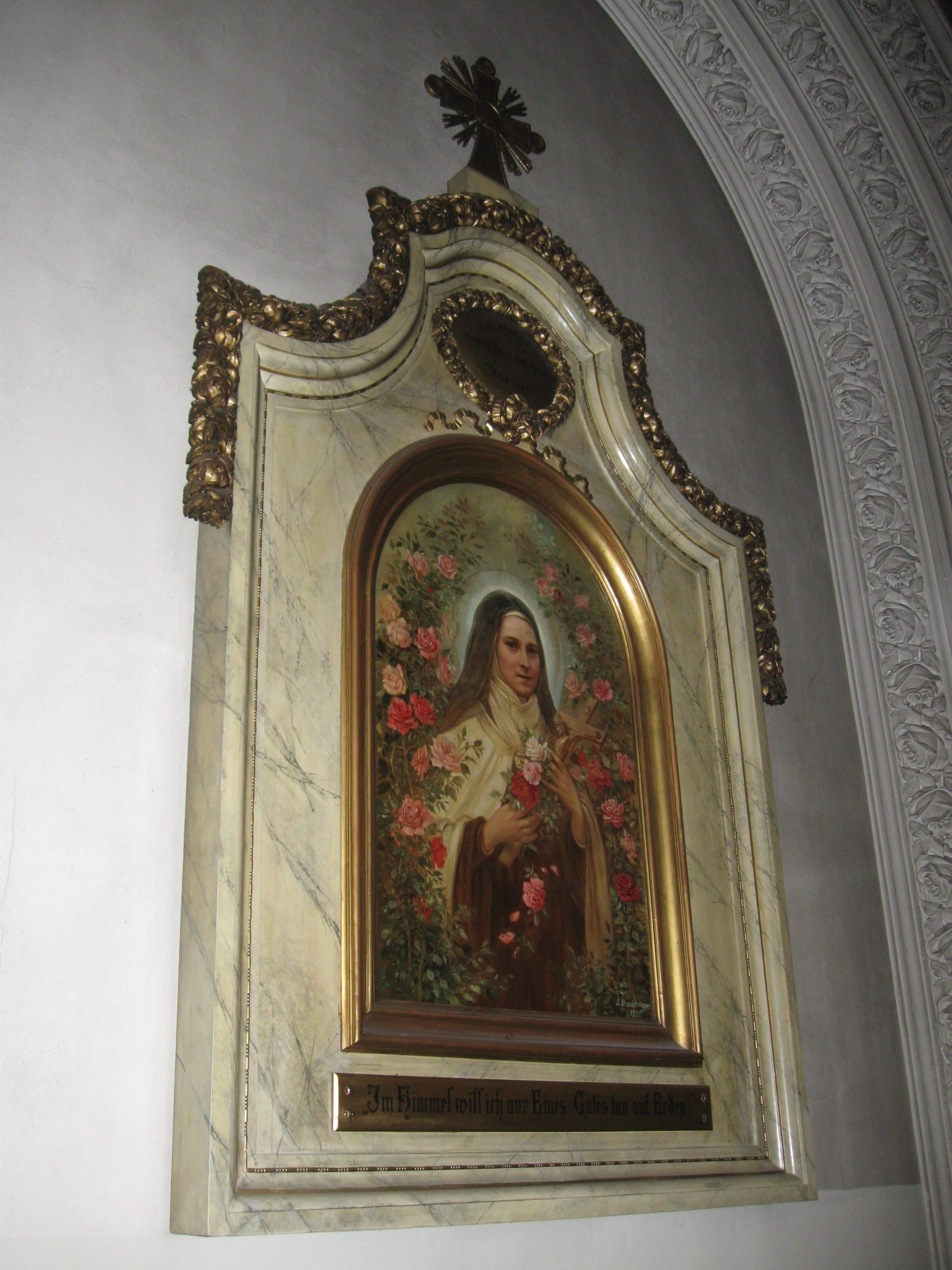
Bild der heiligen Theresia von Lisieux
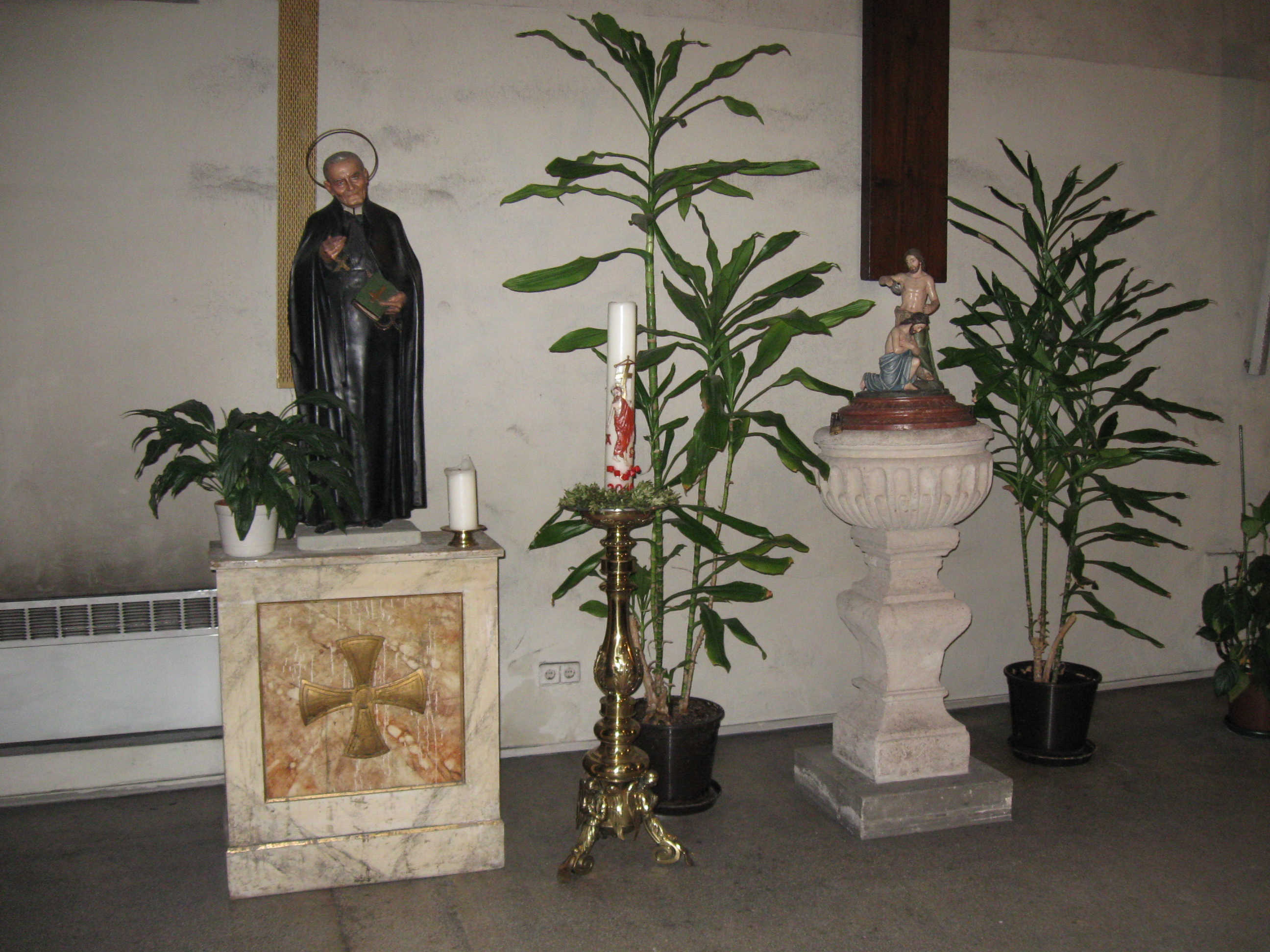
Taufbecken und Statue des heiligen Clemens Maria Hofbauer
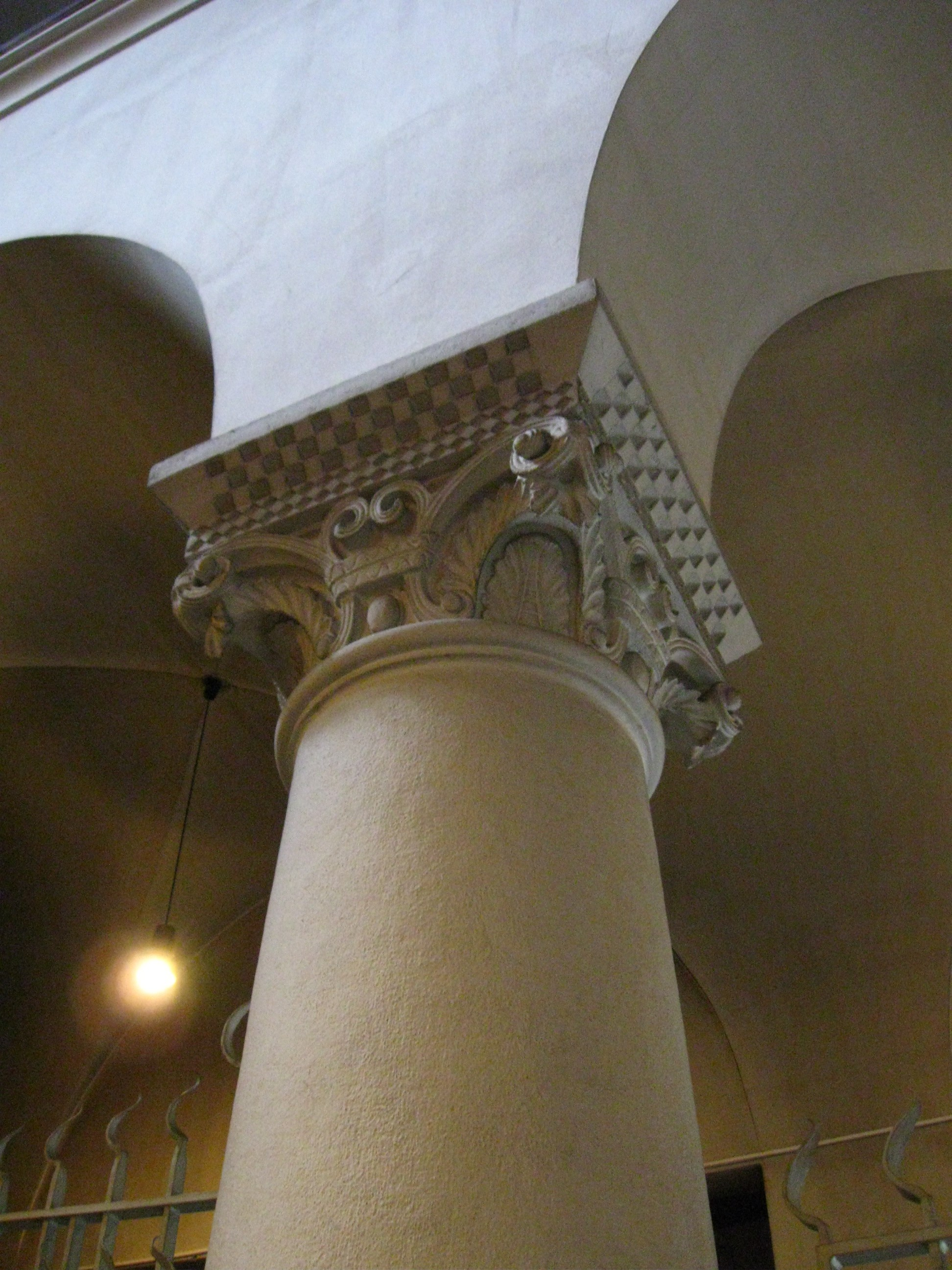
Säule der Orgelempore
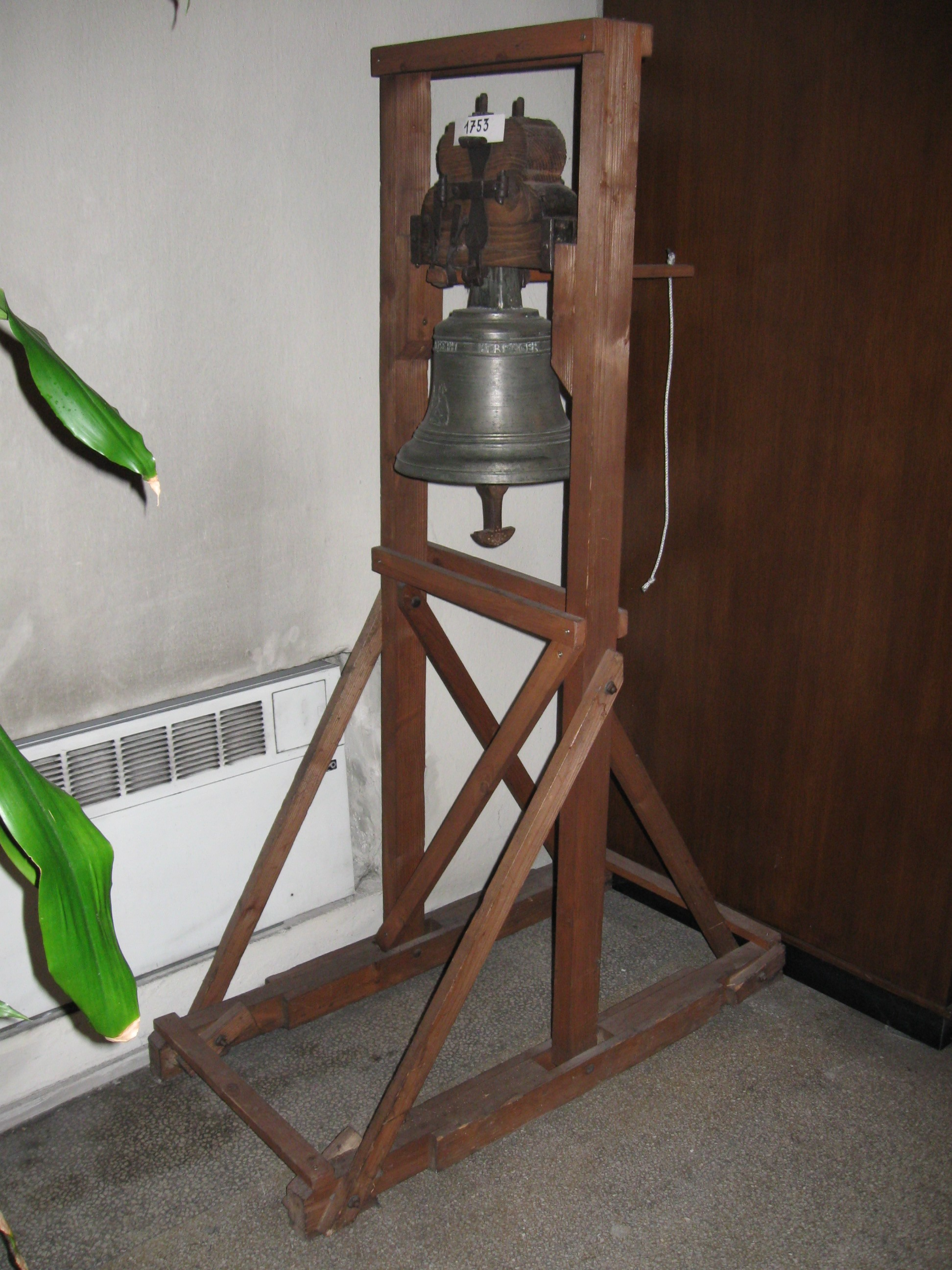
Glocke von 1753

## Name der Kirche
Die Alt-Ottakringer Kirche ist auf den Namen zur Erhöhung des heiligen Kreuzes geweiht. Ihr Hochaltar, der sehr schlicht gehalten ist, wird daher nur von einer Kreuzigungsgruppe geziert. Der Name geht historisch auf die Kreuzerhöhung im Jahr 629 zurück, als der byzantinische Kaiser Heraklios das Kreuz, auf dem Jesus Christus gekreuzigt wurde, in Jerusalem wiedererrichten (erhöhen) ließ. Es war zuvor durch die Perser bei der Eroberung Jerusalems im Jahr 614 als Kriegsbeute entwendet, aber durch Kaiser Heraklios zurückerobert worden.

## Geschichte der Orgeln

### Ursprüngliche Orgel

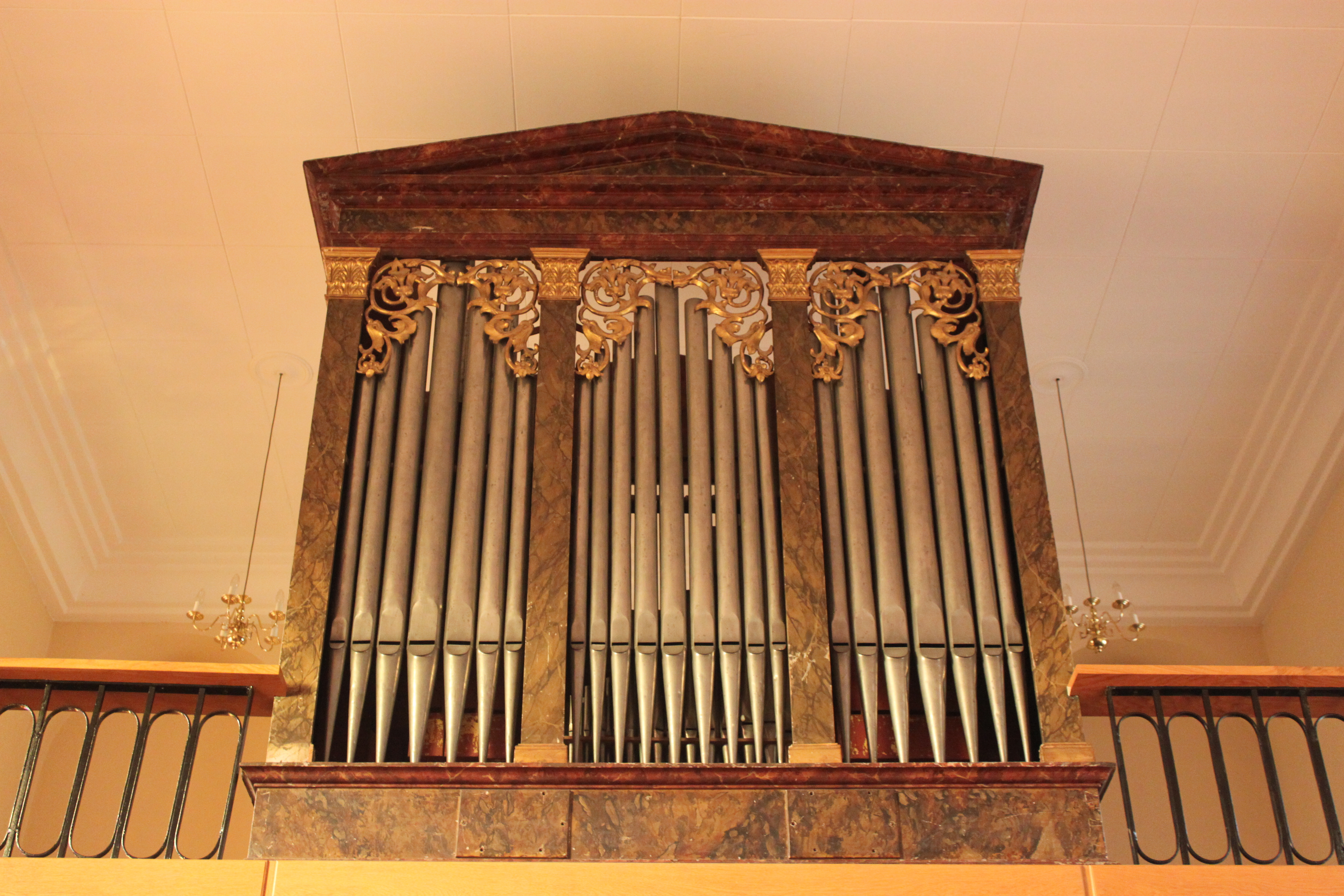
Die nunmehr in Kleinrötz befindliche ursprüngliche Orgel

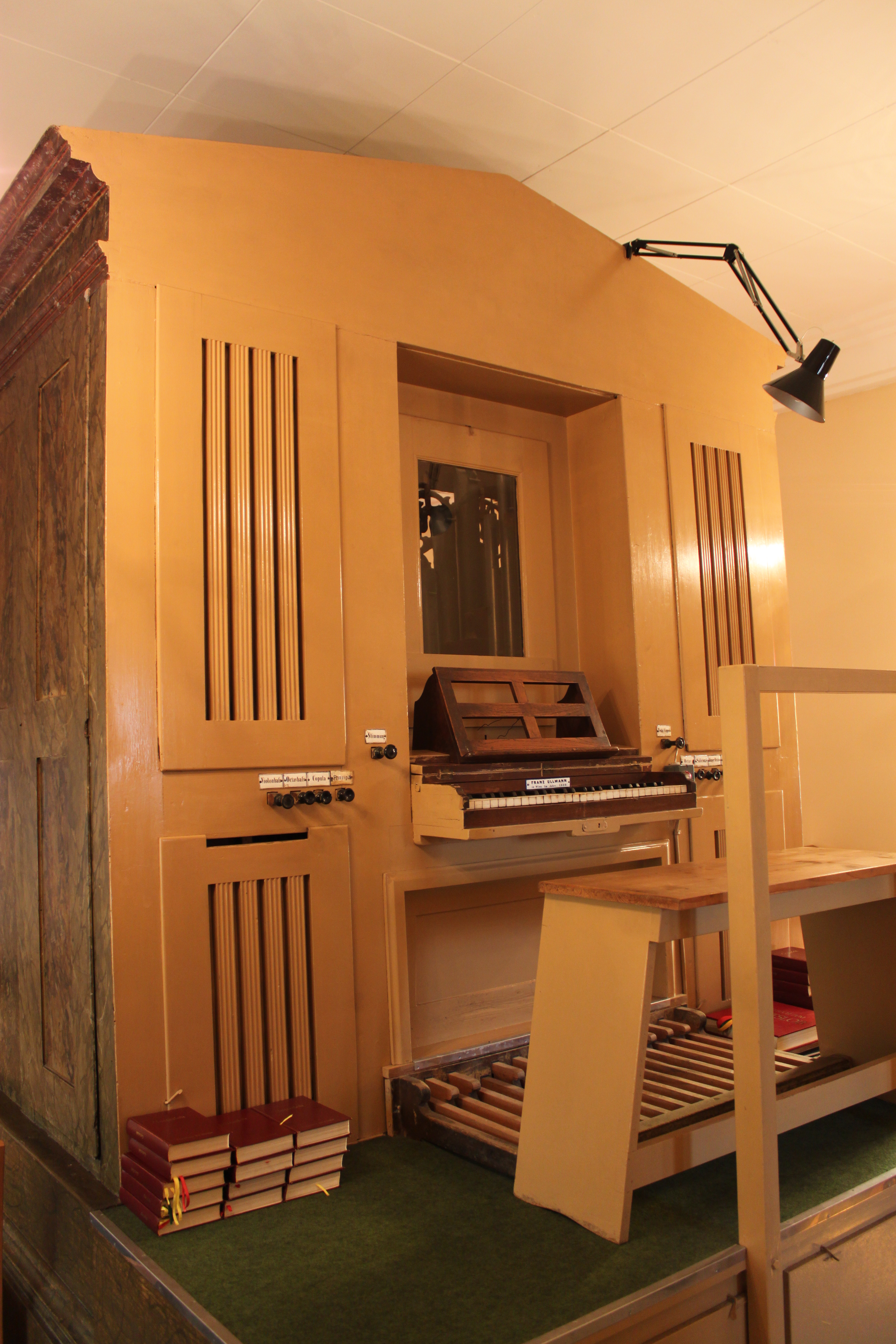
Spielanlage der Ullmann-Orgel

Nach der Fertigstellung des gegenwärtigen Kirchenbaus im Jahr 1912 wurde die von Franz Ullmann 1860 errichtete Orgel aus der alten Kirche in die neue übernommen. Das acht Register zählende, mit mechanischer Traktur ausgestattete Instrument erwies sich bald als unzureichend, da es für die räumlichen Ausmaße des neuen Gotteshauses zu klein war. 1933 wurde die Ullmann-Orgel nach Kleinrötz übertragen, wo sie sich heute noch befindet.

#### Disposition
| I Manual C–f3 |    |
| Prinzipal     | 8′ |
| Copula        | 8′ |
| Salizional    | 8′ |
| Octav         | 4′ |
| Superoktav    | 2′ |
| Mixtur        |    |

| Pedal C–f1 |     |
| Subbass    | 16′ |
| Violonbass | 8′  |

- Spielhilfen: Pedalkoppel, Stimmung

### Neubau durch Panhuber 1931
1931 wurde durch die Orgelbaufirma Panhuber ein neues Instrument errichtet, ein mit pneumatischer Traktur ausgestattetes, 40 Register großes Werk, dessen Disposition vom Wiener Domorganisten Karl Walter entworfen worden war; für den Entwurf des sich in „einfachen edlen Formen darbietenden Prospekts“ hatte Karl Walters Gattin Erny Walter-Alberdinck verantwortlich gezeichnet. Zur Weihe noch als eine der schönsten und modernsten Orgeln Wiens gepriesen, musste die Orgel nach nur eineinhalbjährigem Dienst als abbruchreif bezeichnet werden. Der Orgelbauer Panhuber hatte inzwischen Konkurs anmelden müssen und konnte seinen Garantieverpflichtungen nicht mehr nachkommen – die Orgel war somit unbrauchbar und das für ihre Errichtung aufgewendete Geld verloren.

#### Disposition
| I Manual C– |       |
| Prinzipal   | 8′    |
| Tibia       | 8′    |
| Gemshorn    | 8′    |
| Dolce       | 8′    |
| Rohrflöte   | 4′    |
| Oktav       | 4′    |
| Oktav       | 2′    |
| Zartquinte  | 2 ⁄3′ |
| Mixtur V    |       |
| Trompete    | 8′    |

| II Manual C–    |    |
| Flötenprinzipal | 8′ |
| Quintatön       | 8′ |
| Gambe           | 8′ |
| Doppelflöte     | 8′ |
| Flauto traverso | 4′ |
| Prestant        | 4′ |
| Cornett IV      |    |
| Klarinette      | 8′ |

| III Manual C–       |     |
| Burdon              | 16′ |
| Principal           | 8′  |
| Konzertflöte        | 8′  |
| Salizional          | 8′  |
| Vox celestis        | 8′  |
| Gedeckt             | 8′  |
| Flauto traverso     | 4′  |
| Geigenprinzipal     | 4′  |
| Waldflöte           | 4′  |
| Piccolo             | 2′  |
| Dulzian             | 16′ |
| Trompete harmonique | 8′  |
| Klarinette          | 8′  |
| Oboe                | 4′  |

| Pedal C–  |     |
| Untersatz | 32′ |
| Violon    | 16′ |
| Subbass   | 16′ |
| Oktavbass | 8′  |
| Posaune   | 16′ |
| Trompete  | 8′  |
| Oboe      | 4′  |

- Koppeln:
  - Normalkoppeln: II/I, III/I, III/II, I/P, II/P, III/P
  - Suboktavkoppeln: III/I
  - Superoktavkoppeln: III/I, III/P
- Spielhilfen: Feste Kombinationen (pp, p, mf, f, Tutti; Auslöser), Zungen ab, Handregister ab, Crescendo-Walze, Registerschweller ab, Pianopedal ab, Freie Kombination, Jalousieschweller, Crescendozeiger[3]

### Neubau durch Mertin/Zika 1935–1938

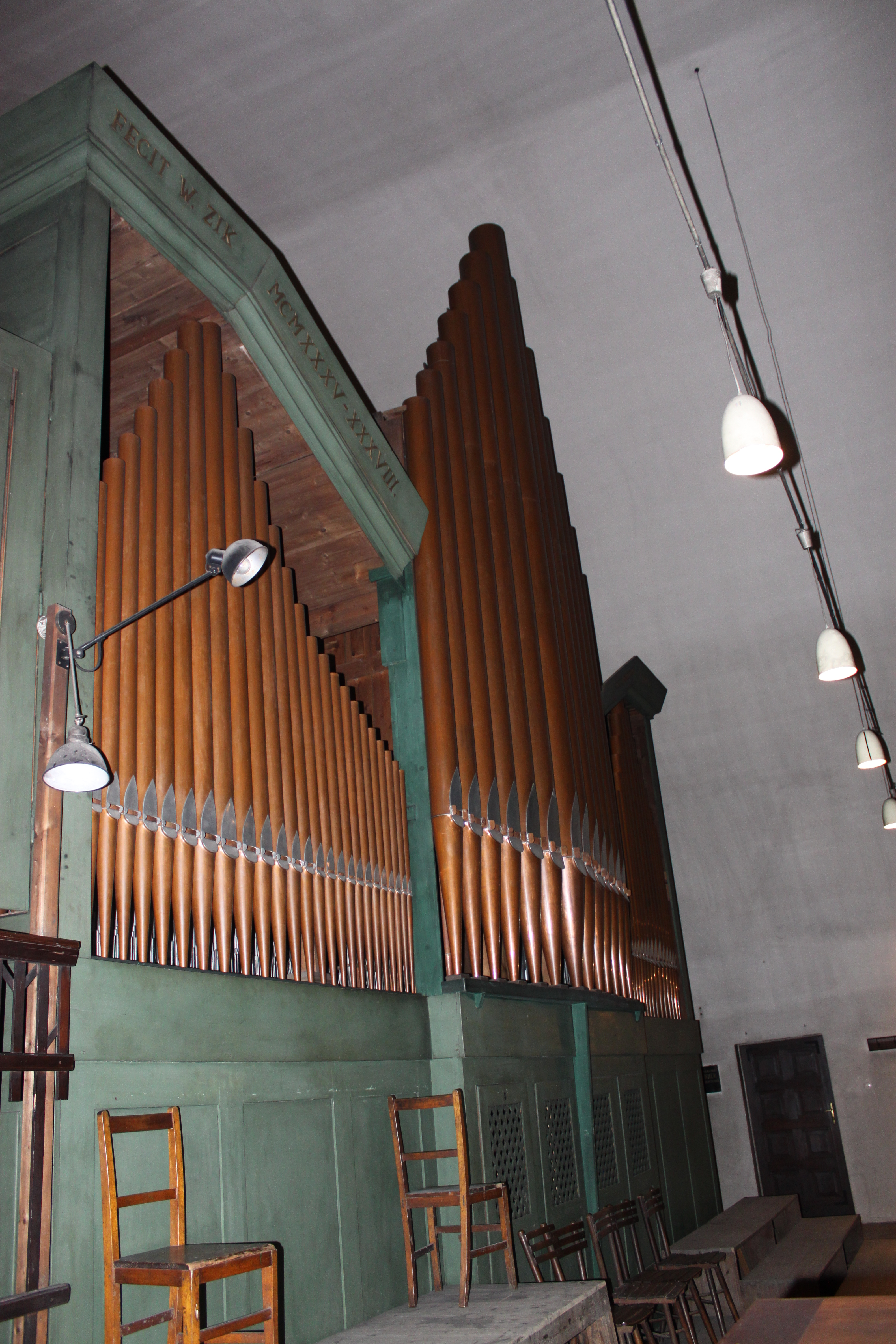
Prospekt des Hauptgehäuses

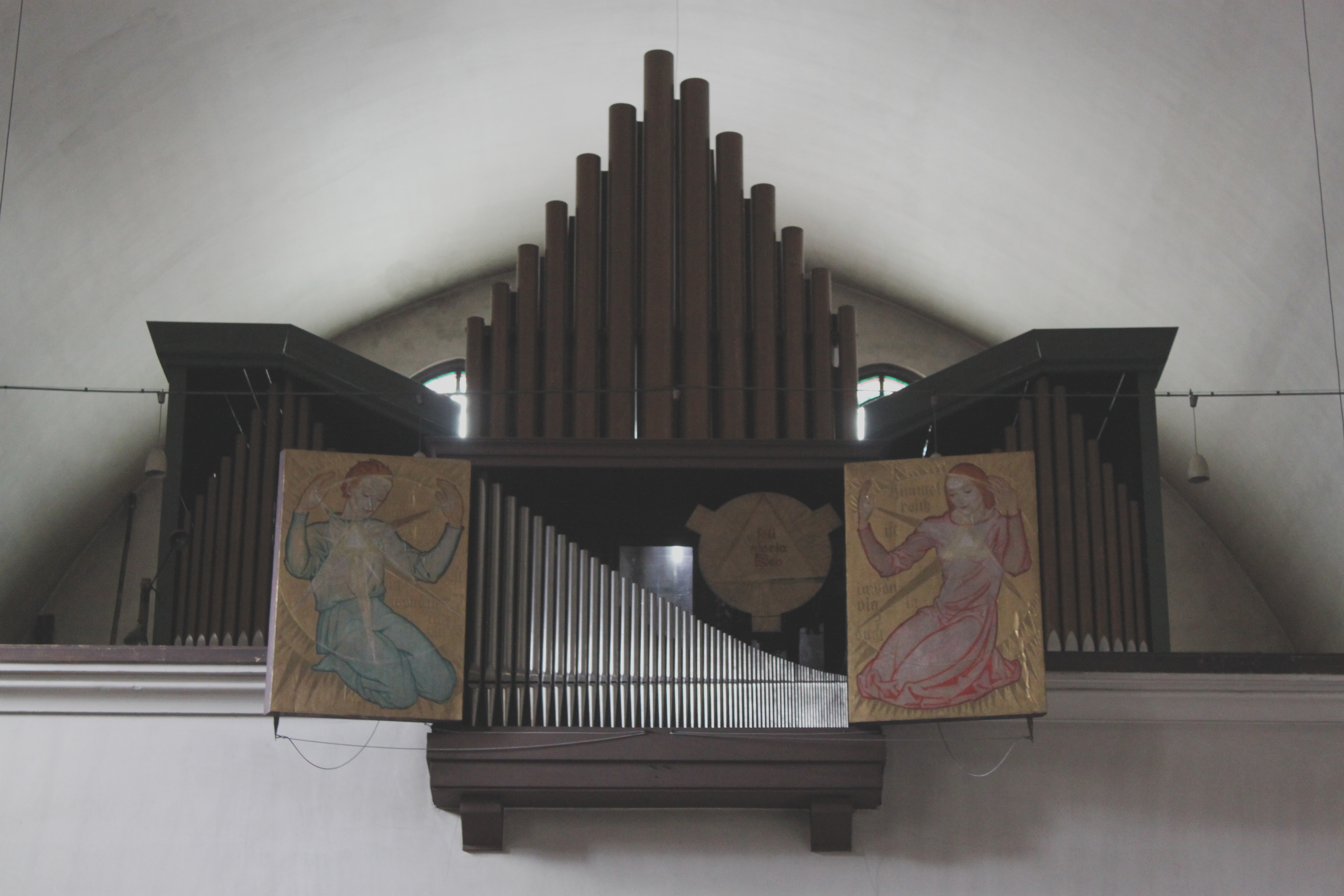
Orgel der Pfarrkirche Alt-Ottakring

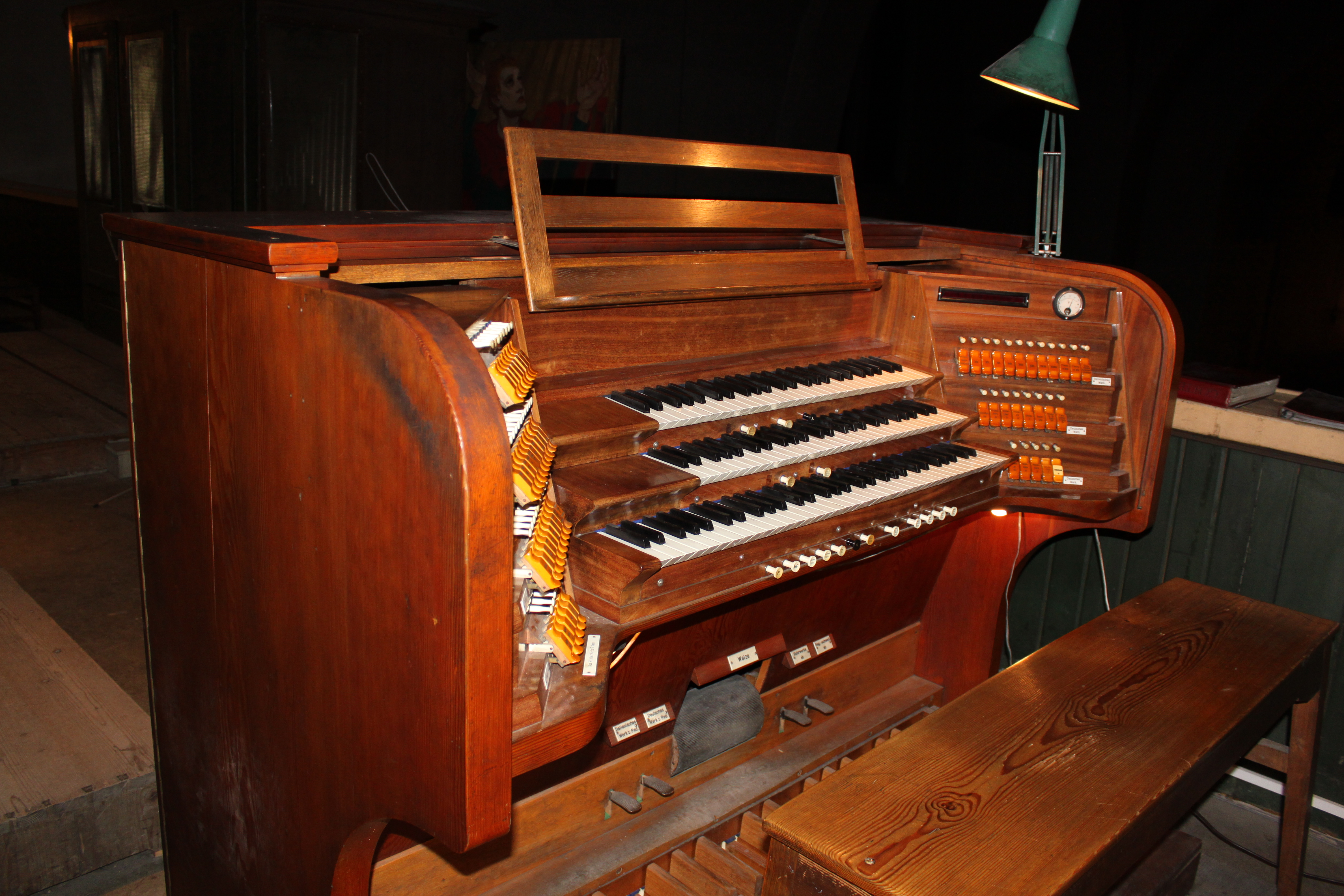
Spieltisch der Orgel der Pfarrkirche Alt-Ottakring

Trotz dieser Umstände regte Josef Mertin, der damals als Chorleiter der Pfarre wirkte, den abermaligen Neubau einer Orgel an, für den der während dieser Zeit amtierende Pfarrer Karl Schwarz die Bedingung stellte, dass selbige an Wochentagen bei geringem Messbesuch genauso wie an Sonntagen bei einem Andrang von 2000 Gottesdienstbesuchern einsetzbar sein müsse. Dies führte dazu, dass Mertin, der die Planung der neuen Orgel selbst durchführte und sich damals bereits intensiv mit der Erforschung der Alten Musik beschäftigte, die einzelnen Werke der Orgel stilistisch unterschiedlich ausgeprägt gestaltete. So schuf er das erste Manual im Stil der italienischen Renaissance, das zweite im Sinne des norddeutschen Barock und das dritte als süddeutsches bzw. österreichisches Rückpositiv.
Der Gedanke, eine für mehrere Stilrichtungen verwendbare Orgel zu schaffen, war damals neu und bis heute die Alt-Ottakringer Orgel in ihrer Konzeption einzigartig. Auch die Ideen Johann Nepomuk Davids, welcher mit Mertin in Kontakt stand, fanden Eingang in die Disposition.
Im Jahr 1935 waren die Planungsarbeiten schließlich zu Ende; die Brüstung wurde aufgebrochen und die Errichtung des Rückpositivs begann. Der ausführende Orgelbauer war Wilhelm Zika, der einzige, der mit der Bedingung, die Orgel mit Schleifladen auszustatten – damals auch ein absolutes Novum – einverstanden war. Bis 1938 wurden die übrigen Teile der Orgel erbaut, aufgrund von Geldmangel wurden das geplante Bombardwerk sowie ein Pedalregister nie realisiert.
In dieser Gestalt präsentiert sich die Orgel heute noch: 47 der geplanten 58 Register sind auf drei Manualen und Pedal vorhanden, sowohl Spiel- als auch Registertraktur sind elektropneumatisch konzipiert. Das mittlere Pfeifenfeld ist als Freipfeifenprospekt gestaltet, die Pfeifenfelder links und rechts davon befinden sich in einem Gehäuse ohne Schleierbretter. Das Positiv, dessen Prospekt ebenfalls ohne Schleierbretter gestaltet ist, befindet sich in einem massiven Holzgehäuse in der Mitte der Emporenbrüstung. Eine Besonderheit stellt die beidseitige Bemalung der Flügeltüren dar, die der Maler Karl Engel ausführte; den Freiraum über den Diskantpfeifen ziert auf einer Strahlenscheibe eine Darstellung der Dreifaltigkeit.
Während der folgenden Jahre erlebte die Orgel einen beträchtlichen Verfall, sodass 1973 Adolf Donabaum umfangreiche Renovierungsarbeiten durchführte und teils auch Umbauten vornahm. Doch auch nach diesen Instandsetzungsmaßnahmen war die Orgel erneut gravierendem Verfall ausgesetzt. Daher wurde im Jahr 2000 das Rückpositiv und von 2002 bis 2003 die gesamte Orgel durch Peter Maria Kraus (Tamsweg) einer umfassenden Restaurierung unterzogen.

#### Disposition
| I Italienisches Werk 1C–f3 |       |
| Principalis (Aequal)       | 16′   |
| Voce umana (Aequal) D      | 16′   |
| VIII                       | 8′    |
| Flauta in VIII             | 8′    |
| XV                         | 4′    |
| Flauta in XV               | 4′    |
| XIX                        | 2 ⁄3′ |
| XXII                       | 2′    |
| XXIX                       | 1 ⁄3′ |
| XXIX                       | 1′    |
| XXXIII                     | 2⁄3′  |
| XXXVI                      | 1⁄2′  |

| II Deutsches Werk C–f3 |       |
| Quintade               | 16′   |
| Prinzipal              | 8′    |
| Rohrflöte              | 8′    |
| Salicional             | 8′    |
| Oktav                  | 4′    |
| Blockflöte             | 4′    |
| Quart                  | 2 ⁄3′ |
| Nachthorn              | 2′    |
| Mixtur VI–VIII         | 1 ⁄3′ |
| Terzzimbel III         | 1⁄6′  |
| Dulzian                | 16′   |
| Krummhorn              | 8′    |
| Schalmei               | 4′    |

| III Brüstungspositiv C–f3 |       |
| Koppel                    | 8′    |
| Prinzipal                 | 4′    |
| Spitzflöte                | 4′    |
| Oktav                     | 2′    |
| Spitzquint                | 1 ⁄3′ |
| Superoktav                | 1′    |
| Mixtur III                | 2⁄3′  |
| Bärpfeife                 | 8′    |

| Pedal C–f1         |         |
| Subbass (transm.)* | 32′     |
| Prinzipal          | 16′     |
| Subbass (transm.)* | 16′     |
| Gedackt            | 16′     |
| Metallgedackt      | 10 2⁄3′ |
| Hölzern Nachthorn  | 8′      |
| Gedackt-Pommer     | 8′      |
| Quinte             | 5 1⁄3′  |
| Superoktav         | 4′      |
|                    | 3 1⁄5′  |
|                    | 2 ⁄3′   |
| Terzmixtur IV      | 2′      |
| Gemshorn           | 2′      |
| Sordun             | 32′     |
| Dulzian            | 16′     |
| Trompetenregal     | 4′      |

| Bombardwerk **   |                |
| Quintade         | 8′             |
| Dulziana         | 8′             |
| Hölzern Gemshorn | 4′             |
| Nachthorn        | 4′             |
|                  | 2 ⁄3′ + 1 3⁄5′ |
| Schweizerpfeife  | 2′             |
| Scharff          | 1⁄2′           |
| Cornett V–VII    |                |
| Trompete         | 16′            |
| Trompete         | 8′             |
| Trompete         | 4′             |

- Koppeln: II/I, III/I, III/II, I/P, II/P
- Spielhilfen: Feste Kombinationen (Piano, Mezzoforte, Kleines Pleno, Großes Pleno, Tutti), Freie Kombination, Handregister ab, Crescendo-Walze, Registerschweller ab, Rohrwerke ab, Automatisches Pedal

* nicht gebaut

** als Auxiliarwerk auf jedes Manual koppelbar, nicht gebaut

## Glocken
Im Kirchturm hängt ein Glockengeläut bestehend aus 5 Bronzeglocken. Die kleine ehemalige Sterbeglocke befindet sich jetzt im Pfarrhof.
| Glocke | Ton | Gewicht | Gießer                   | Gussjahr |
| ------ | --- | ------- | ------------------------ | -------- |
| 1      | es1 | 1251 kg | Glockengießerei Pfundner | 1958     |
| 2      | g1  | 572 kg  | Glockengießerei Pfundner | 1954     |
| 3      | b1  | 334 kg  | Glockengießerei Pfundner | 1954     |
| 4      | c2  | 235 kg  | Glockengießerei Pfundner | 1954     |
| 5      | es2 | 166 kg  | Glockengießerei Pfundner | 1954     |
| 6      | c3  | 25 kg   | Johann Josef Pfrenger    | 1753     |